# Vatican Kiseki Chōsakan
Vatican Kiseki Chōsakan (バチカン奇跡調査官 Bachikan Kiseki Chōsakan?) es una serie de novelas ligeras japonesa escritas por Rin Fujiki e ilustradas por THORES Shibamoto. Inició su publicación en 2007 y obtuvo una adaptación a manga desde 2012 hasta 2016. Las novelas son actualmente adaptadas a una serie de anime producida por J.C.Staff.

## Argumento
La historia trata sobre dos sacerdotes que trabajan para una división secreta del Vaticano, Hiraga Josef Kō y Robert Nicholas dedican sus vidas a la organización Seito no Za (聖徒の座?) investigando la veracidad de supuestos milagros ocurridos.

## Personajes
Hiraga Josef Kō (平賀・ヨゼフ・庚 Kō Yozefu Hiraga?)
Voz por: Nobuhiko Okamoto
El protagonista de la historia, trabaja para la sección secreta del Vaticano.
Roberto Nicholas (ロベルト・ニコラス Nikorasu Roberuto?)
Voz por: Junichi Suwabe
Uno de los protagonistas de la historia, trabaja para la sección secreta del Vaticano.
Arzobispo Saul (サウロ大司教 Sauro Daishikyō?)
Voz por: [[]]
Lauren Di Luca (ローレン･ディルーカ Rōren Dirūka?)
Voz por: Sōma Saitō
Bill Suskins (ビル･サスキンス Biru Sasukinsu?)
Voz por: Hiroki Yasumoto
Sacerdotisa Julia (ジュリア司祭 Juria Shisai?)
Voz por: Kōji Yusa
Ryōta Hiraga (平賀良太 Hiraga Ryōta?)
Voz por: Tsubasa Yonaga

## Media

### Novelas ligeras
Rin Fujiki publicó la primera novela de la serie en 2007, la segunda parte salió en 2009, ambas publicadas por Kadokawa Shoten.

#### Lista de novelas ligeras
| N.º | Título                                                                           | Fecha de lanzamiento     | ISBN original          |
| --- | -------------------------------------------------------------------------------- | ------------------------ | ---------------------- |
| 1   | «La Academia negra» «Kuro no Gakuin» (黒の学院?)                                 | 10 de diciembre de 2007  | ISBN 978-4-04-873823-1 |
| 2   | «El juicio de Satán» «Satan no Sabaki» (サタンの裁き?)                           | 27 de agosto de 2009     | ISBN 978-4-04-873977-1 |
| 3   | «Oscuridad de oro» «Yami no Kogane» (闇の黄金?)                                  | 25 de febrero de 2011    | ISBN 978-4-04-873977-1 |
| 4   | «Maestro del Reino del milenio» «Sen'nen'ōkoku no Shirabe» (千年王国のしらべ?)   | 23 de julio de 2011      | ISBN 978-4-04-449805-4 |
| 5   | «La sangre, la rosa y la cruz» «Chi to Bara to Jūjika» (血と薔薇と十字架?)       | 25 de octubre de 2011    | ISBN 978-4-04-100034-2 |
| 6   | «El demonio de Laplace» «Rapurasu no Akuma» (ラプラスの悪魔?)                    | 25 de mayo de 2012       | ISBN 978-4-04-100206-3 |
| 7   | «El juego del cielo y el infierno» «Tenshi to Akuma no Gēmu» (使と悪魔のゲーム?) | 25 de diciembre de 2012  | ISBN 978-4-04-100629-0 |
| 8   | «Nuestra Señora del Final» «Shūmatsu no Seibo» (終末の聖母?)                     | 25 de octubre de 2013    | ISBN 978-4-04-101050-1 |
| 9   | «El lobo invernal que robó la luna» «Tsuki o Nomu Kōri Ōkami» (月を呑む氷狼?)    | 25 de septiembre de 2014 | ISBN 978-4-04-101969-6 |
| 10  | «Pecado original sin apóstoles» «Genzai Naki Shito-tachi» (原罪無き使徒達?)      | 25 de marzo de 2015      | ISBN 978-4-04-101968-9 |
| 11  | «El detective prisionero» «Dokubō no Tantei» (独房の探偵?)                       | 20 de junio de 2015      | ISBN 978-4-04-102937-4 |
| 12  | «El banquete del demonio» «Akuma-tachi no Utage» (悪魔達の宴?)                   | 24 de octubre de 2015    |                        |
| 13  | «El descenso de Solomon» «Soromon no Matsuei» (ソロモンの末裔?)                  | 25 de febrero de 2016    | ISBN 978-4-04-102939-8 |

### Manga
La adaptación a serie de manga fue hecha por Eiji Kaneda, se lanzó en la revista Comic Kai de la editorial Kadokawa; el manga tuvo dos volúmenes, el primero fue publicado en 2013 y el segundo apareció en enero de 2014. Anjue Hino inició la serialización de un segundo manga en septiembre de 2016 en la revista de manga shōjo Monthly Comic Gene de la editorial Media Factory.

### Anime
Una adaptación de las novelas a serie de anime fue anunciada en diciembre de 2016 en la revista Monthly Comic Gene; salió al aire el primer episodio en julio de 2017 y tendrá un total de 12 episodios. Yoshitomo Yonetani es el director del anime y es producido por J.C.Staff, el guionista es Seishi Minakami. El tema de apertura es Mysterium y el tema de cierre es interpretado por Nobuhiko Okamoto; el anime es licenciado por Sentai Filmworks y será transmitido en el servicio Amazon Prime Video.

#### Lista de episodios
| #  | Título | Estreno                 |
| -- | --- | ----------------------- |
| 1  | «A través de Dios, mis ojos están abiertos» «Omo no sasae ni yorite ga wa mezameru» (主の支えによりて我は目覚める) | 7 de julio de 2017      |
| 2  | «La desesperación sin fin de la existencia» «Sonzai no kagiri naki fuan» (存在のかぎりなき不安) | 14 de julio de 2017     |
| 3  | «Secretos de los dioses y la bestia de 666» «Kamigami no himitsu to 666 no shishi» (神々の秘密と666の獣) | 21 de julio de 2017     |
| 4  | «Aun así, yo todavía creo en el Señor Dios» «Soredemo nao, waga wa kami o shinzu» (それでも尚、我は神を信ず) | 28 de julio de 2017     |
| 5  | «El juego de los ángeles y los demonios» «Tenshi to akuma no gēmu» (天使と悪魔のゲーム) | 4 de agosto de 2017     |
| 6  | «Dios nos concede todas sus revelaciones» «Omo wa arayuru keiji o tare tamau» (主はあらゆる啓示を垂れ給う) | 11 de agosto de 2017    |
| 7  | «Aquellos marcados con una maldición» «Noroi no rakuin o osare shisha» (呪いの烙印を押されし者) | 18 de agosto de 2017    |
| 8  | «Sólo a través de la muerte podemos comprender plenamente el renacer a la vida eterna» «Shinu koto niyotte nomi, eien no seimei ni yomigaeru koto o fukaku satore» (死ぬことによってのみ、永遠の生命によみがえることを深く悟れ) | 25 de agosto de 2017    |
| 9  | «La decapitación del payaso y la historia de Salomón» «Kubikiri dōkeshi to Soromon no dōwa» (首切り道化師とソロモンの童話) | 1 de septiembre de 2017 |
| 10 | |                         |
| 11 | |                         |
| 12 | |                         |